# Søren Lemche
Søren Jacobsen Lemche (født 22. december 1864 på Nordre Onsgård, Hellerup, død 19. august 1955) var en dansk nationalromantisk arkitekt, far til Henning Lemche.

## Uddannelse og virke
Han var søn af gårdejer og forfatter Peder Søren Lemche (1835-1901) og Karen Magdalene, født Jacobsen (1838-1887). Hans bror Johan Henrich Lemche var kredslæge og gift med Gyrithe Lemche.
Lemche kom i lære som møbelsnedker 1878, som tømrer 1880 og blev tømrersvend 1883. Han blev dimitteret fra Det tekniske Selskabs Skole i december 1884 og blev optaget på Kunstakademiet i den almindelige forberedelsesklasse april 1885. På arkitektskolen studerede han fra februar 1886 til sin afgang januar 1892 og vandt den lille guldmedalje 1893 og den store guldmedalje 1896 (for En Nationalbank). På Akademiet havde især professor Hans J. Holm stor indflydelse på Lemche, som var konduktør for Holm ved genopførelsen af det brændte Vallø Slot 1893-98. Under opholdet mødte han til tilkommende hustru, som han ægtede 20. september 1899 i Valløby Kirke: Inge Mourier (26. juli 1879 i Vallø – 21. oktober 1920 i København), datter af stiftsgartner Otto Valdemar Mourier og Augusta Thorveiga født baronesse Güldencrone. Umiddelbart før brylluppet havde Lemche anvendt sit stipendium fra Akademiet til en lang rejse, der gik til Tyskland, Holland, Belgien, England, Frankrig, Spanien, Nordafrika, Italien og Grækenland. Lemche havde tidligere besøgt Østprøjsen i 1890 og Italien i 1891.
Fra 1898 drev Søren Lemche egen tegnestue. Han var undervisningsassistent på Kunstakademiet januar 1907-maj 1911, censor ved Polyteknisk Læreanstalt en årrække og i otte måneder i 1907 redaktør af Architekten (sammen med Kristoffer Varming og Alfred Thomsen).
Han ligger begravet på Gentofte Kirkegård.
Lemche havde fem sønner og en datter, deriblandt zoologen Henning Lemche.

## Udstillinger
- Charlottenborg Forårsudstilling 1893, 1896, 1902, 1916, 1920-21
- Kunstnernes Efterårsudstilling 1905

## Værker
- Opmåling af det brændte Vallø Slots ruiner (1893-94)
- Sundby Menighedshus (1901-02)
- Sorgenfrihus, Lyngby Hovedgade 8A (1903, vinduer delvist ændret)
- Reersø Kirke (1904, sammen med Valdemar Koch)
- Villa, Dronninggårds Allé 83, Holte (1906)
- Etageejendom, Toldbodvej 7, København (1906-07, 2. præmie i konkurrence 1905, vinduer ændret)
- Etageejendom, Toldbodvej 5, København (1907-09, 2. præmie i konkurrence 1905, præmieret af Københavns Kommune, vinduer ændret)
- Frederiksværk Kirke (1909-11)
- B.93's tennishal (nu Sparta Hallen), Gunnar Nu Hansens Plads 11, København (1910-12, ingeniør Edouard Suenson, fredet 2009)
- Idrætshuset, Gunnar Nu Hansens Plads 5 (1911-14, ingeniør Edouard Suenson, fredet 2009)
- Arbejderhjemmet Fredenshus, Øster Allé 15 (1914-15, præmieret af Københavns Kommune)
- Hellebæk Kirke (1920)[2]

### Ombygninger og restaureringer
- Skjern Kirke (1915), Mårum Kirke (1924, tilbygget tårn), Struer Kirke (1924-25, udvidelse med sideskibe),[3] Gentofte Kirke (1926) og Holbæk Kirke (1930)

### Konkurrencer
- Bebyggelse ved Rådhuspladsen (det senere Hotel Bristol), København (1901)
- Christiansborg Slot (1904)
- Bebyggelse af Grønningen (1905, 2. præmie)
- Etageejendom, Toldbodvej 5-7, København (1905, 2. præmie, men fik opgaven)
- Et alderdomshjem for arbejdere (1913, præmieret)
- Projekt til Langelinieanlæg, København, for Foreningen til Hovedstadens Forskønnelse (ca. 1903, 2 modeller i Københavns Museum)
- Opmålinger af Parthenon og Erechtheion, Athen (erhvervet ca. 1907, Danmarks Kunstbibliotek)

### Dekorative arbejder
- Smedejernsbeslag til dør, Valløby Kirke
- Låge til Carl J. Petersens gravsted, Vestre Kirkegård, København
- Gravmæle for Th.W. Wessel, Taarbæk Kirkegård
- Faderens gravsten på Gentofte Kirkegård (1901, relief af Ludvig Brandstrup)
- Møbler

### Skriftlige arbejder
- "Om Vallø Slots Bygningshistorie", i: Architekten (1903-04).
- om slottets genopbygning i: Aarbog for Historisk Samfund for Præstø Amt (1916).
- om Gentofte Kirkes bygningshistorie, i: Meddelelser fra historisk-topografisk Selskab for Gjentofte Kommune, II (1929-32).